# Richard Hastings
Richard Cory Hastings (ur. 18 maja 1977 w Prince George) – kanadyjski piłkarz występujący na pozycji obrońcy. Obecnie jest zawodnikiem klubu Inverness CT.

## Kariera klubowa
Hastings urodził się w Kanadzie, ale w wieku 7 lat emigrował z rodziną do Szkocji. Tam rozpoczynał karierę jako junior w klubie Nairn County. W 1994 roku trafił do Inverness CT, grającego w Third Division. W 1997 roku awansował z klubem do Second Division, a w 1999 do First Division. W Inverness spędził siedem sezonów. W sumie zagrał tam 88 ligowych meczach i zdobył 2 bramki.
W 2001 roku odszedł do Ross County, również grającego w First Division. Jego barwy reprezentował przez rok. Latem 2002 roku podpisał kontrakt z austriackim Grazerem AK. W Bundeslidze Hastings zadebiutował 24 lipca 2002 w przegranym 0:3 meczu z Austrią Wiedeń. W 2003 roku odszedł do holenderskiego drugoligowca - MVV Maastricht. Spędził tam sezon 2003/2004 w ciągu którego rozegrał 17 ligowych spotkań i zdobył jedną bramkę.
W 2004 roku powrócił do Inverness CT. 25 września 2004 w przegranym 0:1 meczu z Hearts zadebiutował w Scottish Premier League. Pierwszego gola w trakcie gry w Scottish Premier League strzelił 12 maja 2007 w wygranym 2:1 spotkaniu przeciwko Dunfermline Athletic. W sezonie 2008/2009 zajął z klubem 12. miejsce w lidze i spadł z nim do First Division. W sezonie 2009/2010 był zawodnikiem Hamilton Academical F.C.

## Kariera reprezentacyjna
W reprezentacji Kanady Hastings zadebiutował 18 maja 1998 w wygranym 1:0 towarzyskim meczu z Macedonią. 20 lutego 2002 w wygranym 2:1 ćwierćfinałowym meczu Złotego Pucharu CONCACAF z Meksykiem Hastings strzelił pierwszego gola w trakcie gry w drużynie narodowej. Ostatecznie zwyciężył wraz z zespołem z rozgrywkach Złotego Pucharu CONCACAF. Hastings był także uczestnikiem Złotego Pucharu CONCACAF 2002 (3. miejsce), 2003 (faza grupowa), 2007 (półfinał) oraz 2009 (ćwierćfinał). Natomiast w 2001 roku został powołany do kadry na Puchar Konfederacji, z którego Kanada odpadła po fazie grupowej.